# Joseph Babiński
Joseph Jules François Félix Babinski (tiếng Ba Lan: Józef Julian Franciszek Feliks Babiński; 17 tháng 11 năm 1857 - 29 tháng 10 năm 1932) là một thần kinh học người Pháp gốc Ba Lan. Ông được biết đến với mô tả năm 1896 của ông về dấu hiệu Babinski, một bệnh lý phản xạ gan bàn chân chỉ ra tổn thương bó vỏ não gai ngoài.

## Tiểu sử
Sinh ra ở Paris, Babinski là con trai của một sĩ quan quân đội Ba Lan, Aleksander Babiński (1824–1889), mẹ là Henryeta Weren Babińska (1819–1897). Năm 1848 gia đình bỏ trốn khỏi Warszaw vì triều đại Sa hoàng khủng bố xúi giục để ngăn chặn những nỗ lực của Ba Lan trong việc giành độc lập và phá vỡ liên minh giữa Quốc hội Ba Lan và Đế quốc Nga.
Babinski nhận bằng y khoa từ Đại học Paris năm 1884. Ông là học trò của Giáo sư Charcot tại Bệnh viện Salpêtrière, Paris.

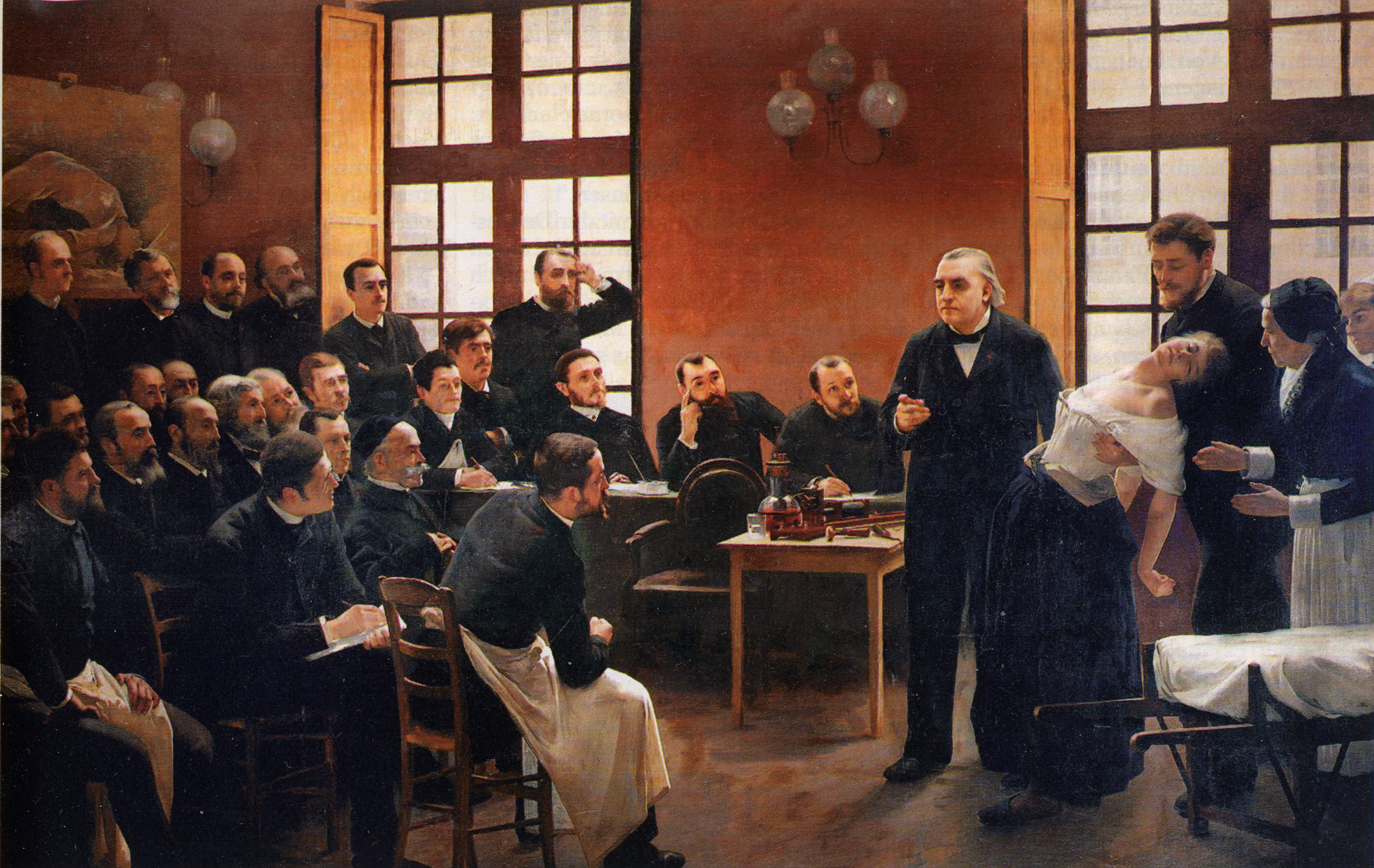
Charcot chứng minh thôi miên trên một bệnh nhân mắc chứng "hysteria" tại bênh viện Salpêtrière.

Trong thế chiến I, Babinski đã phụ trách nhiều trường hợp chấn thương thần kinh tại Bệnh viện Pitié.
Ông là giáo sư thần kinh học tại Đại học Paris.